# Ida Genty-Rossi
Ida Genty-Rossi, née le 31 octobre 1914 à Barcelone en Espagne et décédée le 21 avril 2019 à Sainte-Alvère-Saint-Laurent Les Bâtons (Dordogne) en France, est une aviatrice française d'origine espagnole. Grande figure de la Résistance durant la Seconde Guerre mondiale, elle devient après-guerre une des rares femmes pilotes militaires de l'Armée de l'air française.

## Distinctions
- Grand officier de la Légion d'honneur (13 juillet 2014)[1],[2]
- Commandeur de l'ordre national du Mérite[2]
- Croix de guerre 1939–1945 (deux citations)[2]
- Médaille de la Résistance française (décret du 6 septembre 1945)[2],[3]
- Croix du combattant volontaire de la Résistance[2]
- Médaille de l'Aéronautique[2]
- Grande médaille d'or de la Société d'encouragement au progrès (10 février 2005)[4]